# مورس هيل
مورس هيل (بالإنجليزية: Moores Mill)‏ هي مدينة أمريكية تقع في ولاية ألاباما.تبلغ مساحة هذه المدينة 35.7 (كم²)،ويبلغ عدد سكانها 5682 نسمة حسب إحصاء سنة 2010 م.تشير الإحصاءات بأن الكثافة السكانية في هذه المدينة تقدر بـ(auto) نسمة/كم2.

## التركيبة السكانية
حدّد مكتب تعداد الولايات المتحدة بيانات التركيبة السكانية لمورس هيل في تعداد الولايات المتحدة. في ما يلي، التركيبة السكانية حسب تعدادي 2000 و2010.

### تعداد عام 2000
بلغ عدد سكان مورس هيل 5,178 نسمة بحسب تعداد عام 2000، وبلغ عدد الأسر 1,912 أسرة وعدد العائلات 1,500 عائلة مقيمة في المنطقة السكنية. في حين سجلت الكثافة السكانية 145.2 نسمة لكل كيلومتر مربع (376.1/ميل2). وبلغ عدد الوحدات السكنية 2,030 وحدة بمتوسط كثافة قدره 56.9 لكل كيلومتر مربع (147.4/ميل2).
وتوزع التركيب العرقي للمنطقة السكنية بنسبة 77.62% من البيض و18.58% من الأمريكيين الأفارقة و1.31% من الأمريكيين الأصليين و0.79% من الأمريكيين ذوي الأصول الآسيوية و0.02% من سكان جزر المحيط الهادئ و0.10% من الأعراق الأخرى و1.58% من عرقين مختلطين أو أكثر و0.98% من الهسبانيون أو اللاتينيون من أي عرق.
بلغ عدد الأسر 1,912 أسرة كانت نسبة 42% منها لديها أطفال تحت سن الثامنة عشر تعيش معهم، وبلغت نسبة الأزواج القاطنين مع بعضهم البعض 66.6% من أصل المجموع الكلي للأسر، ونسبة 8.6% من الأسر كان لديها معيلات من الإناث دون وجود شريك، بينما كانت نسبة 3.2% من الأسر لديها معيلون من الذكور دون وجود شريكة وكانت نسبة 21.5% من غير العائلات. تألفت نسبة 18.3% من أصل جميع الأسر من عدة أفراد يعيشون في نفس المنزل ونسبة 4.1% كانت تتألف من شخص يعيش بمفرده يبلغ من العمر 65 عاماً أو أكثر. وبلغ متوسط حجم الأسرة المعيشية 2.71، أما متوسط حجم العائلات فبلغ 3.09.
بلغ العمر الوسطي للسكان 35.0 عاماً. وكانت نسبة 27.9% من القاطنين تحت سن الثامنة عشر، وكانت نسبة 7.4% بين الثامنة عشر والرابعة والعشرين عاماً، ونسبة 34.7% كانت واقعةً في الفئة العمرية ما بين الخامسة والعشرين والرابعة والأربعين عاماً، ونسبة 22.4% كانت ما بين الخامسة والأربعين والرابعة والستين، ونسبة 7.6% كانت ضمن فئة الخامسة والستين عاماً فما فوق. يوجد لكل 100 أنثى 100.7 ذكر، ويوجد لكل 100 أنثى في الثامنة عشر من عمرها فما فوق 98.8 ذكر.
بلغ متوسط دخل الأسرة في المنطقة السكنية 50,292 دولارًا، أما متوسط دخل العائلة فبلغ 53,750 دولارًا. وكان متوسط دخل الذكور 32,303 دولارًا مقابل 25,449 دولارًا للإناث. وسجل دخل الفرد الخاص بالمنطقة السكنية 20,158 دولارًا. وكانت نسبة 6.9% من العائلات ونسبة 9.9% من السكان تحت خط الفقر، وكان من هؤلاء نسبة 14.7% تحت سن الثامنة عشر ونسبة 13.8% في الخامسة والستين من العمر وما فوق.

### تعداد عام 2010
بلغ عدد سكان مورس هيل 5,682 نسمة بحسب تعداد عام 2010، وبلغ عدد الأسر 2,204 أسرة وعدد العائلات 1,673 عائلة مقيمة في المنطقة السكنية. في حين سجلت الكثافة السكانية 159.3 نسمة لكل كيلومتر مربع (412.6/ميل2). وبلغ عدد الوحدات السكنية 2,354 وحدة بمتوسط كثافة قدره 66 لكل كيلومتر مربع (170.9/ميل2).
وتوزع التركيب العرقي للمنطقة السكنية بنسبة 70.94% من البيض و22.63% من الأمريكيين الأفارقة و1.14% من الأمريكيين الأصليين و1.53% من الأمريكيين ذوي الأصول الآسيوية و0.07% من سكان جزر المحيط الهادئ و0.90% من الأعراق الأخرى و2.78% من عرقين مختلطين أو أكثر و2.36% من الهسبانيون أو اللاتينيون من أي عرق.
بلغ عدد الأسر 2,204 أسرة كانت نسبة 35.1% منها لديها أطفال تحت سن الثامنة عشر تعيش معهم، وبلغت نسبة الأزواج القاطنين مع بعضهم البعض 59.8% من أصل المجموع الكلي للأسر، ونسبة 11.2% من الأسر كان لديها معيلات من الإناث دون وجود شريك، بينما كانت نسبة 4.9% من الأسر لديها معيلون من الذكور دون وجود شريكة وكانت نسبة 24.1% من غير العائلات. تألفت نسبة 20.8% من أصل جميع الأسر من عدة أفراد يعيشون في نفس المنزل ونسبة 5.9% كانت تتألف من شخص يعيش بمفرده يبلغ من العمر 65 عاماً أو أكثر. وبلغ متوسط حجم الأسرة المعيشية 2.58، أما متوسط حجم العائلات فبلغ 2.97.
بلغ العمر الوسطي للسكان 39.9 عاماً. وكانت نسبة 23.2% من القاطنين تحت سن الثامنة عشر، وكانت نسبة 7.6% بين الثامنة عشر والرابعة والعشرين عاماً، ونسبة 26.9% كانت واقعةً في الفئة العمرية ما بين الخامسة والعشرين والرابعة والأربعين عاماً، ونسبة 31.3% كانت ما بين الخامسة والأربعين والرابعة والستين، ونسبة 11% كانت ضمن فئة الخامسة والستين عاماً فما فوق. وتوزع التركيب الجنسي للسكان بنسبة 49% ذكور و51% إناث.